# Наурбиев, Умат-Гирей Камбулатович
Умат-Гире́й Камбула́тович Наурби́ев (1935—2007) — советский и российский архитектор. Новатор в строительстве.

## Биография
Родился 8 июня 1935 года в г. Грозный Чечено-Ингушской АССР. По национальности ингуш.
Трудовую деятельность начал в 1949 году после окончания школы механизаторов в г. Токмак (Киргизская ССР) на предприятиях Киргизии, Украины (г. Червоноград), осваивал целинные земли в Кустанайской области, возводил г. Зарафшан (Узбекская ССР), город-порт Находку. 
В 1969 году переехал в г. Набережные Челны и участвовал: в строительстве 1-й и 2-й очередей заводов на площадке Камского автогиганта и Заинского завода колёс, взлётной площадки аэропорта Бегишево (1972), посёлка Новый (центральной усадьбы совхоза «Гигант» Тукаевского района), Нижнекамской ГЭС (1978), второго термогальванического корпуса, завода транспортного электрооборудования, картонно-бумажного комбината, газокомпрессорных станций в г. Можга, Татарской АЭС, Елабужского тракторного завода; городов Набережные Челны, Заинск, посёлка Камские Поляны; прокладывал автомобильные дороги Татарстана. 
Работая под девизом «Каждый день — две сменные нормы», коллектив ставил трудовые рекорды: в 9-й пятилетке (1971—1975) плановые показатели были выполнены за три года, в 10-й (1976—1980) и 11-й (1981—1985) — по два пятилетних задания.
В 1991—2003 годах был генеральным директором частного дорожно-строительного предприяттия «Контракт».
В 1996 году Наурбиев начал строить в г. Агрызе архитектурный комплекс и одновременно формировать инженерно-технические и преподавательские кадры первого в Республике Татарстан «Татарского республиканского Межрегионального учебного центра» — для подготовки молодых рабочих и специалистов среднего звена дорожной отрасли и придорожного автомобильного сервиса. Автор программы «Строительство дорог и благоустройства сёл Татарстана».

## Новаторство
Наурбиев внёс значительный вклад в совершенствование земляных работ. Его бригада стала полигоном для проверки инженерных задумок — опробовано около 20 механизмов хозяйствования. На строительстве «КамАЗ»а механизаторами были впервые переоборудованы отечественные автоскреперы из сезонных машин во всесезонные; созданы механизированные комплексы, собранные в один кулак из разноцелевых механизмов, работающие по методу бригадного подряда. С 1978 года комплексная автоскреперная бригада, имеющая в своем составе около 40 единиц землеройно-транспортных механизмов, все работы выполняла по непрерывному бригадному подряду. Непрерывный подряд одобрил и рекомендовал для широкого внедрения ВНИИПИ труда в строительстве Госстроя СССР. В 1979 и 1980 годах на базе управления механизации строительства ПО «Камгэсэнергострой» дважды проводили Всесоюзные семинары по изучению этого опыта, который был внедрен на крупнейших стройках СССР.

## Архитектурная деятельность
Наурбиев, как архитектор, был автором и строителем:
- памятников «Слава строителям КамАЗа!»[2], «Воинам Отечества» (1981);
- мемориала «Воинам Отечества» (1990, соавт. скульптор Ю. Дремин, Москва).

У этих достопримечательностей города останавливаются туристы и свадебные процессии. Памятники посещают воины-афганцы, ветераны войны, школьники.

## Награды и звания
- Награждён двумя орденами Ленина, орденом «Знак Почёта», серебряной и бронзовой медалями ВДНХ СССР и другими медалями.
- Заслуженный строитель Татарской АССР (1976).
- Почётный гражданин города Набережные Челны (1999).

## Память
Автор книг:
- «Научи сердце добру» (Казань, 1984),
- «Шаги бригадного подряда» (Москва, 1987),
- «Профгруппа: поиски и эксперименты» (Москва, 1989).